# سیارک ۹۵۳۵
سیارک ۹۵۳۵ (به انگلیسی: 9535 Plitchenko، نامگذاری:1981UO11) نه هزار و پانصد و سی و پنجمین سیارک کشف شده‌است که در ۲۲ اکتبر ۱۹۸۱ کشف شد.
قدر مطلق سیارک برابر ۱۸.۶ است.